# Rise Above (Dirty Projectors)
Rise Above è un album in studio del gruppo musicale statunitense Dirty Projectors, pubblicato nel 2007.
Trattasi di una reinterpretazione di Damaged dei Black Flag.

## Tracce
1. What I See – 3:27
2. No More – 3:48
3. Depression – 2:48
4. Six Pack – 3:05
5. Thirsty and Miserable – 5:55
6. Police Story – 4:23
7. Gimmie Gimmie Gimmie – 4:50
8. Spray Paint (The Walls) – 3:38
9. Room 13 – 4:47
10. Rise Above – 5:03
11. Untitled (bonus track) – 1:14